# Sulfapiridina
La  sulfapiridina  è un principio attivo della classe dei sulfamidici scoperto nel 1937.

## Indicazioni
Viene indicato in presenza di infezioni dermatologiche.

## Dosaggi
- Dermatite erpetiforme: di 2-4 g al giorno

## Effetti indesiderati
Alcuni degli effetti indesiderati sono vomito, nausea e diarrea.